# Kingda Ka (singel)
Kingda Ka – singel polskiego rapera ReTo z jego czwartego albumu studyjnego, zatytułowanego W samo południe. Singel został wydany 17 sierpnia 2021.
Nagranie uzyskało certyfikat złotej płyty.

## Geneza utworu i historia wydania
Utwór napisali i skomponowali Dawid Wiśniewski i Igor Bugajczyk.
Singel ukazał się w formacie digital download 17 sierpnia 2021 w Polsce za pośrednictwem wytwórni płytowej Spacerange. Kompozycja została umieszczona na czwartym albumie studyjnym ReTo – W samo południe.

## Teledysk
Do utworu powstał teledysk, który udostępniono w dniu premiery singla za pośrednictwem serwisu YouTube.

## Lista utworów
- Digital download[6]

1. „Kingda Ka” – 3:13

## Certyfikaty
| Kraj          | Certyfikat  |
| ------------- | ----------- |
| Polska (ZPAV) | złota płyta |